# 쏠리아
쏠리아는 2021년 8월 17일에 데뷔해 22일 해체한 스페이스엔터테인먼트 소속 대한민국의 5인조 걸그룹이다.
데뷔 후 5일만에 해산한 그룹이다. 데뷔 5일 후인 2021년 8월 22일, 쏠리아 측은 공식 SNS를 통해 "갑작스럽게 안좋은 이야기로 놀라게 해드려서 죄송합니다."라며 "회사 사정상 더 이상 이끌어 갈 수 없게 되어 마무리 지었다"라며 소식을 알렸다. 최단기록을 가지고 있다. 데뷔곡은 DREAM이다.